# Церковь Гроба Господня (Мехув)
Церковь Гроба Господня (пол. Kolegiata Grobu Bożego) — католическая церковь в городе Мехув (Малопольское воеводство).

## История
Здание построено в XIV веке в готическом стиле с нефом и двумя приделами, частично содержит романскую кладку XIII века. Историю церковь ведёт с XII века, когда на этом месте в 1163 году поселились монахи из Ордена Святого Гроба Господнего Иерусалимского. После пожара к XVIII веку здание было перестроено с элементами позднего барокко.
В 1996 году коллегиальная церковь по указу Папы Римского Иоанна Павла II получила статус малой базилики.